# L'étoile de Séville

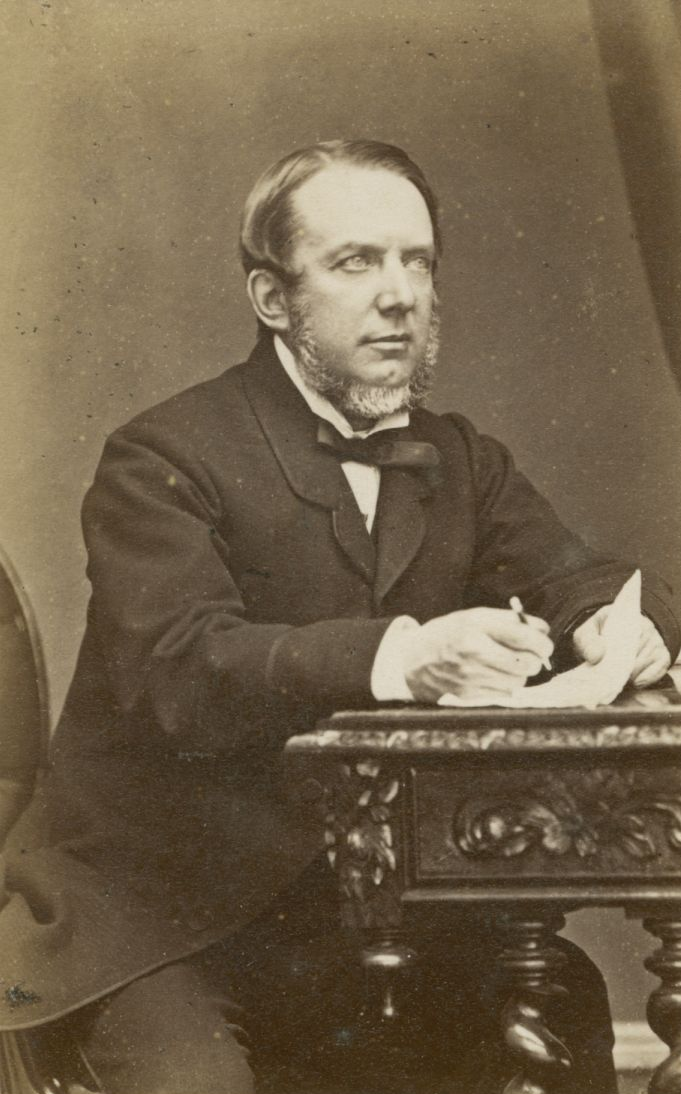
Michael William Balfe

L'étoile de Séville är en grand opera i fyra akter med musik av Michael William Balfe och libretto av Hippolyte Lucas efter Lope de Vegas drama La estrella de Sevilla. Operan hade premiär i Théâtre de l'Académie Royale de Musique i Paris den 17 december 1845 med Rosine Stoltz i titelrollen.

## Personer
| Roller     | Stämma  | Premiärbesättning 17 december 1845 (Dirigent: François Habeneck) |
| ---------- | ------- | ---------------------------------------------------------------- |
| Estrella   | sopran  | Rosine Stoltz                                                    |
| Zaïda      | soprano | Marie-Dolorès Nau                                                |
| Don Sanche | tenor   | Italo Gardoni                                                    |
| Don Bustos | tenor   | Brémont                                                          |
| Pedro      | tenor   | Paulin                                                           |
| King       | baryton | Paul Barroilhet                                                  |
| Don Arias  | bas     | Joseph Menghis                                                   |
| Gomez      | bas     | Ferdinand Prévôt                                                 |